# السلطنة البهمنية
كانت السلطنة البهمنية دولة إسلامية في الهند امتدت على معظم مناطق هضبة الدكن في الهند من نحو سنة 748 إلى 932 هـ /1347–1527. حكمت السلطنةَ سلالة أفغانية. كانت أول مملكة إسلامية مستقلة في جنوب الهند. وواحدة من الممالك الهندية الكبيرة في العصور الوسطى .
تأسست الامبراطورية بفضل علاء مسعود الدين حسن بهمن شاه كانوا قد ثاروا ضد محمد بن تغلق بسلطنة دلهي. نذير الدين
كانت عاصمتها «حسن آباد» (تسمى اليوم كلبركة) من سنة 748 هـ إلى سنة 826 هـ، ثم «محمد آباد» (تسمى اليوم بيدار) بعد ذلك.

## قائمة الحكام
حسب زامباور:
| الحاكم                                           | تعليقات                            | سنة                   |
| ------------------------------------------------ | ---------------------------------- | --------------------- |
| حسن گانگو (غانغو) أبو المظفر علاء الدين بهمن شاه | توفي في مستهل ربيع الأول 759 هـ    | 24 ربيع الثاني 748 هـ |
| محمد شاه [الأول]                                 | -                                  | 2 ربيع الأول 759 هـ   |
| مجاهد شاه                                        | اغتاله عمه داود في ذي الحجة 779 هـ | شوال 776 هـ           |
| داود شاه                                         | اغتيل 26 صفر 780 هـ                | 21 المحرم 780 هـ      |
| محمد شاه [الثاني]                                | -                                  | 26 صفر 780 هـ         |
| غياث الدين                                       | سملت عيناه في 17 رمضان 799 هـ      | 27 رجب 799 هـ         |
| شمس الدين                                        | -                                  | رمضان 799 هـ          |
| تاج الدين فيروز شاه                              | توفي في 15 شوال 825 هـ             | 800 هـ                |
| أحمد شاه [الأول]                                 | توفي 18 رجب 838 هـ                 | 15 شوال 825 هـ        |
| علاء الدين أحمد شاه [الثاني]                     | -                                  | رجب 838 هـ            |
| علاء الدين همايون شاه ظالم                       | قتل في 28 ذي القعدة 867 هـ         | ذو القعدة 865 هـ      |
| نظام شاه                                         | توفي 13 ذي القعدة 867 هـ           | ذو القعدة 865 هـ      |
| محمد شاه [الثالث]                                | -                                  | ذو القعدة 867 هـ      |
| محمود شاه [الثاني]                               | توفي 4 ذي الحجة 923 هـ             | صفر 887 هـ            |
| أحمد شاه [الثالث]                                | -                                  | محرم 924 هـ           |
| علاء الدين شاه                                   | تحت وصاية الوزير أمير بريد         | 927 هـ                |
| ولي الله شاه                                     | تحت وصاية الوزير أمير بريد         | 929 هـ                |
| كليم الله شاه                                    | تحت وصاية الوزير أمير بريد         | 932 هـ                |

ومن ثم انقسمت الدولة سنة 933 هـ.

## المصدر
1. ↑  محمد محمود خليل (2006). تاريخ الخليج وشرق الجزيرة العربية المسمى إقليم البحرين: في ظل حكم الدويلات العربية (العيونيين-العصفوريين-بني جروان-سلطنة هرمز-الجبور) (ط. 1). القاهرة: مكتبة مدبولي. ص. 493. ISBN:977-208-592-5. LCCN:2006308817. OCLC:70634495. OL:16272475M. QID:Q118669529.
2. ↑  محمد وليد الجلاد، محمد وليد. "البهمنيون". الموسوعة العربية. هئية الموسوعة العربية سورية- دمشق. مؤرشف من الأصل في 23 سبتمبر 2015. اطلع عليه بتاريخ شوال 1435 هـ. {{استشهاد ويب}}: تحقق من التاريخ في: |تاريخ الوصول= (مساعدة) والوسيط |الأخير= و|مؤلف= تكرر أكثر من مرة (مساعدة)
3. ↑  المستشرق زامباور (1400 هـ). معجم الأنساب والأسرات الحاكمة في التاريخ الإسلامي. بيروت: دار الرائد العربي - أخرجه زكي محمد حسن بك وحسن احمد محمود وآخرون. ص. 437. {{استشهاد بكتاب}}: تحقق من التاريخ في: |سنة= (مساعدة)